# Gerbillus perpallidus
Gerbillus perpallidus är en däggdjursart som beskrevs av Henry W. Setzer 1958. Gerbillus perpallidus ingår i släktet Gerbillus och familjen råttdjur. IUCN kategoriserar arten globalt som livskraftig. Inga underarter finns listade i Catalogue of Life.
Denna gnagare förekommer i norra Egypten väster om Nilen från Kairo till Medelhavet. Den lever i sandiga habitat som ofta ligger nära jordbruksmark.
Arten blir 9,5 till 11,7 cm lång (huvud och bål), har en 12,8 till 15,0 cm lång svans och väger 26 till 48 g. Bakfötterna är 3,2 till 3,6 cm långa och öronen är 1,4 till 1,8 cm stora. Pälsen på ovansidan varierar mellan sandfärgad med inslag av orange och kanelbrun med inslag av rosa. Färgen fortsätter på huvudets ovansida och undersidan är täckt av vit päls. Bakom öronen samt kring ögonen finns vita fläckar som kan vara sammanlänkade med varandra. Svansen är likaså uppdelad i en sandfärgad ovansida och en vit undersida. Längre vita hår vid svansens spets bildar en tofs.
Individerna är nattaktiva och går på marken. En hona var dräktig med fem ungar. Fortplantningen sker i april och maj och dräktigheten varar i cirka 20 dagar. Ett exemplar i fångenskap levde 5,5 år.